# Pitică galbenă

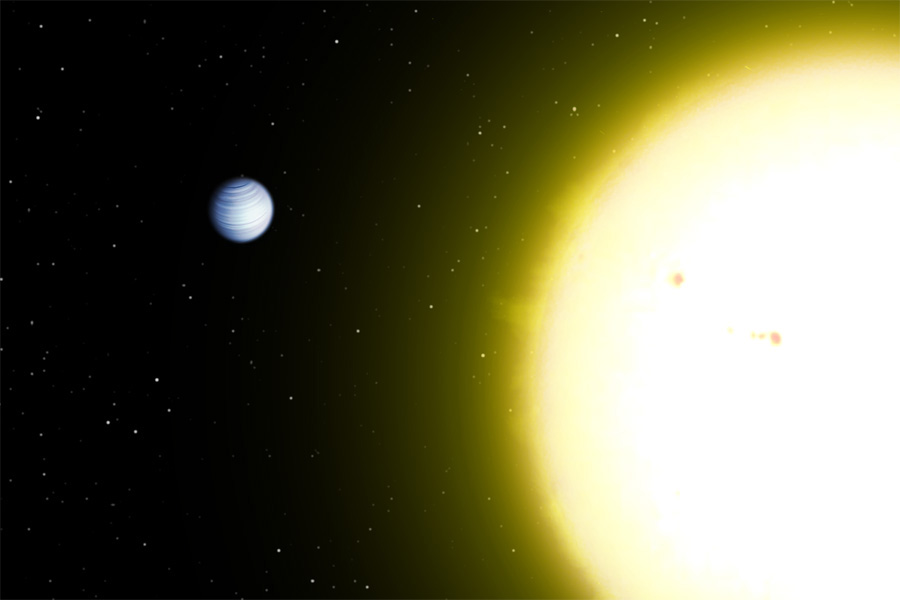
Reprezentare artistică a stelei 51 Pegasi (care este o pitică galbenă)

O stea de tipul G de pe secvența principală (tip G V / tip G cinci) și cu luminozitatea de tip V este denumită și stea pitică galbenă. Aceste stele au cca. 0,8 – 1,2 din masa solară și o temperatură la suprafață între 5.300 și 6.000 K. La fel ca alte stele de pe secvența principală, steaua tip G V este într-un proces de conversie a hidrogenului în heliu în nucleul său solar (prin fuziune nucleară). Soarele nostru este cel mai cunoscut (și cel mai vizibil) exemplu de stea de tip G V. În fiecare secundă, se ard aproximativ 600 milioane de tone de hidrogen în heliu, rezultând 4 milioane tone de materie și energie. Alte stele de tip G V sunt Alpha Centauri A, Tau Ceti și 51 Pegasi.

## Caracteristici
Piticele galbene transformă în nucleul lor hidrogenul în heliu, printr-un proces de fuziune nucleară. Cuvântul „pitică”, utilizat pentru desemnarea acestor stele, face referire la clasa lor de luminozitate V.
Temperatura lor de suprafață este cuprinsă între aproximativ 5.000 și 6.000°C, iar culoarea lor galben viu, aproape alb. Durata vieții unei astfel de stele este de vreo 10 miliarde de ani. La sfârșitul vieții lor, aceste stele încep să se mărească fără măsură, pentru a deveni gigante roșii, cum este cazul stelei Alpha Tauri, de exemplu.
Când se va întâmpla acest lucru Soarelui, el se ca extinde și va înghiți planetele Mercur, Venus și Pământ. Mai târziu se va prăbuși pe el însuși, lăsând în urma lui o bună parte din gazele componente, pentru a forma o pitică albă înconjurată de o nebuloasă planetară.

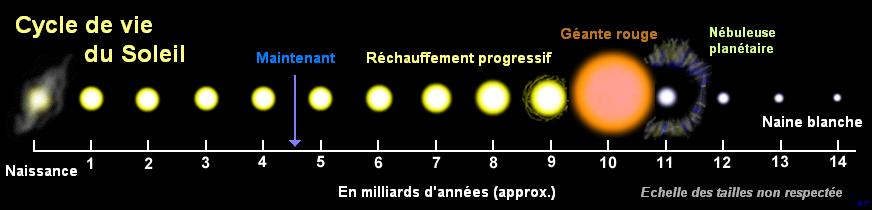
Ciclul de viață al Soarelui este similar oricărei pitice galbene.

## Pitice galbene remarcabile

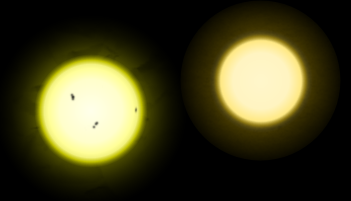
Soarele (la stânga) comparat cu Tau Ceti (la dreapta).

Soarele este exemplul cel mai cunoscut de pitică galbenă. În jur de  10 % din stelele din Calea Lactee sunt pitice galbene.
Steaua Kepler-22 găzduiește Kepler-22b,  prima exoplanetă descoperită orbitând în zona locuibilă a stelei sale.
Printre cele mai notabile pitice galbene, se pot cita Alpha Centauri A, Tau Ceti, și 51 Pegasi.